# Animación mexicana

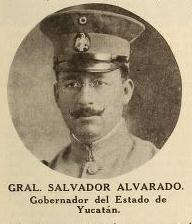
Gral. Salvador Alvarado, creador del primer corto animado mexicano, titulado "Mi sueño".

La animación mexicana es una industria en crecimiento con varios estudios de animación que existen desde ya hace varios años y continúan apareciendo más en la actualidad. La animación en México comenzó a desarrollarse en la década de 1930, y entre los primeros creadores del país se encuentran Salvador Pruneda, Bismarck Mier, Salvador Patiño y Carlos Manríquez. Todos ellos recibieron formación en estudios estadounidenses, como los de los hermanos Fleischer, la Metro-Goldwyn-Mayer y Walt Disney.

## Historia

### Primera etapa: 1916-1944
1916: La primera producción animada en México de la que se tiene conocimiento es un cortometraje de 8 minutos de duración llamado "Mi sueño". La obra es basada en el escrito homónimo del general Salvador Alvarado. De ser así se podría considerar a México como el primer país latinoamericano en introducirse a la animación, un año antes de la llegada de Quirino Cristiani y su obra El apóstol.
1919: Una obra pionera en México fue la del pintor y caricarurista Juan Arthenack (1891-1940), quien y actuó el personaje protagónico, El Bruja, en la cinta El rompecabezas de Juanillo, que según comunicación de Esperanza Vázquez contaba con una secuencia animada en la que un personaje desplazaba unas letras hasta formar la palabra Excélisor.
1927: Miguel Acosta realiza las primeras producciones de animación en México con duración de treinta segundos realizando más de doscientas producciones.
1929: Aunque no se tiene mucha información se sabe de Alcorta, quien en ese año creó animaciones utilizando recortes articulados, los cuales no duraban más de tres a cuatro segundos y eran anuncios comerciales.
1934: Salvador Pruneda participó, con unos fragmentos animados, en el cortometraje de Arcady Boytler: Revista Musical.
1935: Alfonso Vergara Andrade, médico otorrinolaringólogo, asociado con Antonio Chavira y Francisco Gómez estrenan el corto animado "Paco Perico en Premier" bajo su compañía fundada durante los años 30 con el nombre de producciones AVA, que cerró debido a problemas económicos, pero después de un tiempo reabrió con el nombre de AVA-Color.
1937: Producciones AVA-Color presentó Los cinco cabritos y el lobo, La vida de las Abejas y Una noche de posada. Dos producciones de AVA- Color, Jarabe tapatío y El tesoro de Moctezuma, fueron de 8 minutos y en ambas se aplicó la técnica del rotoscopio,
Inicios de los 40': Carlos Sandoval y Bismark Mier con la nueva productora "Don Quijote" trabajan en las secuencias animadas de Una corrida de toros en Sevilla y El Charro García sin embargo ambos cortos no tuvieron fin.
1943: Surge Caricolor, un nuevo estudio fundado por Santiago Richi y Manuel Mario Moreno y estrenan el cortometraje "Me voy de cacería", sin embargo, dicho estudio prontamente desapareció por la participación de algunos de sus colaboradores en la Segunda Guerra Mundial.

### Segunda etapa: 1945-1973
1947: Se funda Caricaturas Animadas de México integrado por Claudio Baña, Ignacio Rentería, Carlos Sandoval, Jesús Sáenz Rolón y Leobardo Galicia y algunos animadores formados en Caricolor, en este nuevo estudio se comenzaron a utilizar las micas de acetato, se aplicó una técnica de coloreado más eficaz y se puso en práctica la técnica del shooting on two´s se realizaron parodias animadas de noticieros y se distinguió por haber sido la primera compañía en trabajar en el cine mexicano.
1952: Se crea Dibujos Animados de México (DASA) un empresa que realizó una serie de cortos animados para una empresa estadounidense. Estos cortometrajes se realizaron en el periodo de 1952 - 1954. Entre los nombres conocidos de esas producciones animadas se encuentran: Manolín torero, La canción de la sirena, Diestro contra Siniestro, Mucho Macho, Cambio de música maestro, Vice en versos, No me acorralen, Los Cuatreros, Fue por lana y Viaje interplanetario.
1956: Se crea la rama de animadores del Sindicato de Trabajadores de la Industria Cinematográfica, Sección 59, con cerca de doscientos asociados.
1965: Se estrena Que Viva la Muerte de Adolfo Garnica, donde por medio de juguetes mexicanos rinde homenaje a Serguéi Eisenstein y muestra parte acerca de las festividades del Día de Muertos.

## Animación en el cine
Los primeras películas del cine de animación mexicano fueron cortometrajes. En la década de 1930, surgió un estudio pionero en el género llamado Producciones AVA (nombrado posteriormente como Ava Color), que realizó obras como: "Paco Perico en Premier" de 1935, "Una noche de Posada" de 1936 y "Los Cinco Cabritos y el Lobo" de 1937, por mencionar algunas.
| Año  | Título                                             | Dirección                                                                      | Producción | Notas |
| ---- | -------------------------------------------------- | ------------------------------------------------------------------------------ | --- | --- |
| 1949 | El diablo no es tan diablo                         | Julián Soler (Animación: Claudio Baña)                                         | Alfredo Ripstein Jr. Fragmentos animados: Caricaturas Animadas de México                                                                   | Acción viva y animación |
| 1961 | El duende y yo                                     | Gilberto Martínez Solares (Animación Fernando Ruiz)                            | Antonio Matouk | Acción viva y animación |
| 1974 | Los 3 Reyes Magos                                  | Fernando Ruiz y Adolfo López Portillo (Animación Fernando Ruiz)                | Corporación Nacional Cinematográfica (CONACINE), Cinematográfica Interamericana (CINSA) y CFA-Ruiz                                         | Primer largometraje animado en México en 2D |
| 1975 | La odisea de los muñecos                           | Carlos González Groppa                                                         | Producciones L.A. | Stop Motion |
| 1978 | Los Supersabios                                    | Anuar Badin                                                                    | América Cinematográfica S.A., Jorge Nacif F.                                                                                               | Basado en el homónimo cómic |
| 1979 | Chapopote (historia de petróleo, derroche y mugre) | Carlos Mendoza, Carlos Cruz, Daniel Tourón                                     | CUEC - UNAM | Acción viva y animación |
| 1981 | El gran acontecimiento                             | Fernando Ruiz                                                                  | Buena Nueva | Mediometraje |
| 1982 | Crónicas del Caribe                                | Francisco López y Emilio Watanabe                                              | El Taller de Animación | Mediometraje |
| 1983 | Roy del espacio                                    | Héctor López Carmona                                                           | Aguirre Valdez Productores | Está considerada como perdida. Animación 2D |
| 1984 | Katy la oruga                                      | José Luis Moro y Santiago Moro                                                 | Televicine (México) y Moro Creativos Asociados (España)                                                                                    | |
| 1984 | Homenaje a los 50 años de Cri-Cri                  | Federico Weingartshofer                                                        | Miguel Alemán V | Acción viva y animación |
| 1986 | Ulama, el juego de la vida y la muerte             | Roberto Rochín                                                                 | Roberto Rochín | Producida en Yucatán, Oaxaca, Puebla, Querétaro, Veracruz y Ciudad de México                                                                                    |
| 1987 | Las aventuras de Oliver Twist                      | Fernando Ruiz                                                                  | Mundo Animado | Basada en la novela de Charles Dickens Producción Ciudad de México - EEUU                                                                                       |
| 1987 | Tlacuilo                                           | Enrique Escalona                                                               | Estudios Churubusco Azteca, Centro de Investigación y Estudios Superiores de Antropología Social                                           | Animación 2D |
| 1988 | Katy, Kiki y Koko                                  | Santiago Moro y José Luis Moro                                                 | Televicine y Moro Studios | Secuela de Katy la oruga |
| 1994 | El héroe                                           | Carlos Carrera                                                                 | Imcine, Conaculta y Visiographics | Cortometraje |
| 1995 | Fronterilandia                                     | Rubén Ortiz Torres, Jesse Lerner                                               | Fideicomiso para la Cultura México-Estados Unidos, Fronterilandia Productions California, Baja California                                  | Acción viva y animación Producción Ciudad de México - EEUU |
| 1997 | Cuauhtli: Historias de un Pueblo                   | Fernando Ruiz                                                                  | Instituto Latinoamericano de la Comunicación Educativa y Promexa                                                                           | |
| 2000 | Mi piel oculta                                     | Guadalupe Sánchez Sosa, Pablo Delgado                                          | Cinestereo S.A. de C.V., Cacerola Films S.A. de C.V., La Gota Gorda, Bambú Audiovisual S.A. DE C.V                                         | Acción viva y animación |
| 2001 | Serafín: La película                               | René Cardona III                                                               | Celeste Films, Coyoacán Films | Acción viva y animación |
| 2003 | Magos y Gigantes                                   | Eduardo Sprowls y Andrés Couturier                                             | Ánima Estudios | 2D digital |
| 2004 | El show del vampiro                                | Gerardo Rodríguez                                                              | Graco Films | Cortometraje |
| 2005 | Imaginum                                           | Alberto Mar e Isaac Sandoval                                                   | Ánima Estudios, FIDECINE | 2D digital |
| 2005 | Maya: La primera gran historia                     | Ricardo Arnáiz                                                                 | Animex Producciones, Ceiba Producciones y Altavista Films                                                                                  | Película suspendida por problemas en la producción |
| 2006 | Una película de huevos                             | Gabriel Riva Palacio Alatriste y Rodolfo Riva Palacio Alatriste                | Huevocartoon Producciones | 2D digital |
| 2006 | La prepa                                           | Juan Miguel Figueroa                                                           | Alux Films y Five Producciones | Película Antología antológica de cortos animados en flash a la fecha perdida y primera orientada a un público adolescente y adulto.                             |
| 2007 | Teatro De La Floresta De Cri-Cri                   | Tiburcio Gabilondo Soler                                                       | Gabsol y Gretel | Basado en el personaje de canciones infantiles del programa mexicano infantil de radio y de la creación de Francisco Gabilondo Soler Cri-Cri:El Grillito Cantor |
| 2007 | La leyenda de la nahuala                           | Ricardo Arnaiz                                                                 | Animex Producciones, Gobierno de Puebla, FIDECINE                                                                                          | 2D digital Producción Puebla, México - EEUU |
| 2008 | Los campeones de la lucha libre                    | Eddie Mort                                                                     | Fwak! Animation y Azteca Cine | 2D digital |
| 2009 | Boogie, el aceitoso                                | Gustavo Cova                                                                   | Illusion Studios, Proceso | 3D México, Argentina |
| 2009 | El Agente 00-P2                                    | Andrés Couturier                                                               | Ánima Estudios, FIDECINE | 2D digital |
| 2009 | Otra película de huevos y un pollo                 | Gabriel Riva Palacio Alatriste y Rodolfo Riva Palacio Alatriste                | Huevocartoon Producciones | 2D digital |
| 2009 | Trepsi Nuny y Wicho: Los Amigos De Trepsi          | Lilian Yedid                                                                   | Ánima Estudios | Basado en el personaje de la fundación Trepsi:Centro De Alternativas Infantiles                                                                                 |
| 2009 | A Martian Christmas                                | José Alejando García Muñoz                                                     | Ánima Estudios y PorchLight Entertainment                                                                                                  | 2D digital Producción Ciudad de México, México -EEUU |
| 2009 | Nikté (película)                                   | Ricardo Arnaiz                                                                 | Animex Estudio, Nahuala Producciones Cinematográficas                                                                                      | 2D digital Puebla |
| 2010 | AAA sin límite en el tiempo                        | Alberto "Chino" Rodríguez                                                      | PAPSA, Ánima Estudios | 2D digital |
| 2010 | Brijes 3D                                          | Benito Fernández                                                               | Santo Domingo Animation, FIDECINE | Técnica mixta |
| 2010 | Héroes verdaderos                                  | Carlos Kuri                                                                    | White Knight Creative Productions, EFICINE 226, FIDECINE, Quality Films                                                                    | 2D digital |
| 2010 | Tierra de Revolucionarios                          | Antonio Ramos                                                                  | Instituto Chihuahuense de la Cultura, CONACULTA                                                                                            | 3D Chihuahua Actualmente está perdida |
| 2010 | Gaturro: la película                               | Gustavo Cova                                                                   | Illusion Studios y Ánima Estudios | 3D Basada en las historias creadas por Nik |
| 2010 | Kung Fu Magoo                                      | Andrés Couturier                                                               | Ánima Estudios, Santo Domingo Films y Classic Media                                                                                        | 2D digital Basado en los personajes de Classic Media |
| 2011 | Don Gato y su pandilla                             | Alberto Mar                                                                    | Ánima Estudios, Illusion Studios, Warner Bros. Pictures, EFICINE                                                                           | Técnica mixta Ciudad de México, México - EEUU Basado en los personajes de Hanna-Barbera                                                                         |
| 2011 | El Gran Milagro                                    | Bruce Morris                                                                   | Dos Corazones Films | 3D |
| 2011 | La Revolución de Juan Escopeta                     | Jorge A. Estrada                                                               | Animex Producciones, Aeroplano Films, IMCINE                                                                                               | 2D Puebla, Guanajuato, Ciudad de México |
| 2011 | La leyenda de la Llorona                           | Alberto "Chino" Rodríguez                                                      | Ánima Estudios, EFICINE | 2D digital |
| 2011 | Prita Noire                                        | Sofía Carrillo                                                                 | | Cortometraje |
| 2012 | ZBaw Mejores Amigos                                | Ricardo Gómez                                                                  | Imagination Films | |
| 2012 | El Secreto del Medallón de Jade                    | Rodolfo Guzmán y Leopoldo Aguilar                                              | Kaxan Animation | |
| 2012 | El Santos contra la Tetona Mendoza                 | Alejandro Lozano y Andrés Couturier                                            | Átomo Films (Ánima Estudios), Ítaca Films y Peyote Films                                                                                   | Basado en los personajes de Trino Camacho y Jis |
| 2012 | Trepsi Nuny y Wicho: Arriba y Abajo                | Lelian Yedid                                                                   | Ánima Estudios | Basado En El Personaje de la fundación Trepsi:Centro De Alternativas Infantiles                                                                                 |
| 2013 | La casa triste                                     | Sofía Carrillo                                                                 | | Cortometraje |
| 2014 | JOYFLUID                                           | Alejandro Rodríguez-Huerta                                                     | VFX Partners | Exhibición no comercial |
| 2014 | Jungle Shuffle                                     | Mauricio De la Orta                                                            | Wonderworld Studios, Ávikoo Studios y Westbridge University                                                                                | México, Corea del Sur |
| 2014 | La Leyenda De Las Momias                           | Alberto Rodríguez                                                              | Ánima Estudios | |
| 2014 | El corazón de sastre                               | Sofía Carrillo                                                                 | | Cortometraje |
| 2015 | Estudillo y el Crax                                | Víctor Hugo Rodríguez                                                          | Rodríguez-Hernández Cartoons | Cortometraje |
| 2015 | Guardianes de Oz                                   | Alberto Mar                                                                    | Ánima Estudios y Discreet Art Productions                                                                                                  | |
| 2015 | La increíble historia del niño de piedra           | Pablo Aldrete, Miguel Bonilla Schnaas, Miguel Ángel Uriegas y Jaime Romandía   | Mantarraya Films y Cadereyta Films | |
| 2015 | Selección Canina                                   | Carlos Pimentel y Nathan Sifuentes                                             | Animex Producciones e Imagination Films | |
| 2015 | Un gallo con muchos huevos                         | Gabriel Riva Palacio Alatriste, Rodolfo Riva Palacio Alatriste y Melanie Simka | Huevocartoon Producciones | |
| 2015 | Don Gato: El Inicio de la Pandilla                 | Andrés Couturier                                                               | Ánima Estudios y Discreet Art Productions                                                                                                  | |
| 2015 | Revoltoso                                          | Roy Ambriz, Arturo Ambriz y Vonno A. Ambriz                                    | Cinema Fantasma y Unidad 59 | Cortometraje |
| 2016 | El Americano: The Movie                            | Ricardo Arnaiz, Mike Kunkel y Raúl García Sanz                                 | Animex, Boxel Animation Studio, Phil Roman Entertainment y Olmos Productions                                                               | |
| 2016 | Las aventuras de Itzel y Sonia                     | Fernanda Rivero Gutiérrez                                                      | Fundación Todo por el Cine | Película antológica |
| 2016 | La leyenda del Chupacabras                         | Alberto Rodríguez                                                              | Ánima Estudios | |
| 2017 | Isla Calaca                                        | Leopoldo Aguilar                                                               | Discreet Art Productions y Ánima Estudios                                                                                                  | |
| 2017 | Las Piezas del Rompecabezas                        | Raúl Robin Alejandro Morales Reyes                                             | Canal Once | Cortometraje |
| 2017 | Cerulia                                            | Sofía Carrillo                                                                 | | Cortometraje |
| 2018 | Ana y Bruno                                        | Carlos Carrera                                                                 | Lo Coloco Films, Ítaca Films, Five 7 Media, Altavista Films, AG Studios y Anima Estudios                                                   | |
| 2018 | El ángel en el reloj                               | Miguel Ángel Uriegas                                                           | Fotosíntesis Media | |
| 2018 | Ahí viene Cascarrabias                             | Andrés Couturier                                                               | Ánima Estudios | Basado en los personajes de DePatie-Freleng Enterprises |
| 2018 | La Leyenda del Charro Negro                        | Alberto Rodríguez                                                              | Ánima Estudios | |
| 2018 | Marcianos vs. mexicanos                            | Gabriel Riva Palacio Alatriste y Rodolfo Riva Palacio Alatriste                | Huevocartoon Producciones | |
| 2019 | Día de muertos                                     | Carlos Gutiérrez Medrano                                                       | Metacube | |
| 2020 | La liga de los 5                                   | Marvick Nuñez                                                                  | Ánima Estudios | |
| 2020 | Escuela de Miedo                                   | Leopoldo Aguilar                                                               | Ánima Estudios | |
| 2020 | Un disfraz para Nicolás                            | Eduardo Rivero                                                                 | Fotosíntesis Media y Peek-Paax | |
| 2020 | El Camino de Xico                                  | Eric Cabello                                                                   | Ánima Estudios | |
| 2020 | Dos Pequeñas Navidades                             | Jorge A. Becerra Ferreiro                                                      | NAMI Studios y Second Moon Studios | No ha salido a la luz. |
| 2021 | Un rescate de huevitos                             | Gabriel Riva Palacio Alatriste y Rodolfo Riva Palacio Alatriste                | Huevocartoon Producciones | |
| 2021 | Koati                                              | Rodrigo Pérez-Castro                                                           | Los Hijos de Jack, LatinWe y Upstairs | |
| 2021 | Catalina la Catrina: Especial Día de Muertos       | Edino Israel                                                                   | Ikartoons | Basado en el personaje de Canal 5 del programa Infantil interactivo animado de televisión Llámale a Catalina La Catrina.                                        |
| 2022 | Águila y Jaguar: Los Guerreros Legendarios         | Mike R. Ortiz                                                                  | KoolToon Entertainment | |
| 2022 | Huevitos Congelados                                | Gabriel Riva Palacio Alatriste y Rodolfo Riva Palacio Alatriste                | Huevocartoon Producciones | |
| 2022 | Las leyendas: el origen                            | Ricardo Arnaiz                                                                 | Ánima Estudios | |
| 2022 | Pinocho                                            | Guillermo del Toro                                                             | Netflix Animation, The Jim Henson Company, Pathé, ShadowMachine, Double Dare You Productions, Necropia Entertainment y El taller de chucho | |
| 2023 | Home is Somewhere Else                             | Jorge Villalobos y Carlos Hagerman                                             | Brinca Taller de Animación, Shine Global, Virus Mecánico, Casiopea Estudio y Llamarada Animación                                           | Primer documental animado mexicano |
| 2023 | La leyenda de los Chaneques                        | Marvick Núñez                                                                  | Ánima Estudios | |
| 2023 | Max                                                | Donovan Cook                                                                   | Dos Corazones Films, New Land Films, Imagination Films e Imagica                                                                           | |
| 2023 | Un reino para todos nosotros                       | Miguel Ángel Uriegas                                                           | Fotosíntesis Media | Estreno limitado |
| 2024 | Uma & Haggen: Princesa y Vikingo                   | Benito Fernández                                                               | Ithrax Animated Productions y KoolToon Distribución                                                                                        | |
| 2024 | La Familia del Barrio: La Película                 | Rhajov Villafuerte                                                             | Firefly Films y Lemon Studios | Basada en la homónima serie de televisión |
| 2024 | Óliver el Zorro Ambientalista                      | Víctor Hugo Rodríguez                                                          | Wüeyitas Animation Studios | Cortometraje basado en el cómic homónimo |
| 2024 | Sabel: Redención                                   | Benito Fernández                                                               | Ithrax Animated Productions y Santo Domingo Animation                                                                                      | Estreno limitado |
| 2025 | Batman Azteca: Choque de imperios                  | Juan José Meza-León                                                            | Ánima Estudios, DC Entertainment, Warner Bros. Animation, Chatrone y Particular Crowd                                                      | Basada en el superhéroe homónimo de DC Comics |
| 2025 | Soy Frankelda                                      | Arturo Ambriz y Roy Ambriz                                                     | Cinema Fantasma | Basada en la serie Los sustos ocultos de Frankelda |

## Animación en la televisión e internet
En 1972 se estrena la primera serie animada de Televisa sobre el personaje de Cantinflas llamada Cantinflas Show, producida en asociación con Diamex y realizada por Estudios Moro en España.
Posteriormente en los años 1980, se emite una segunda serie animada sobre Cantinflas de nombre Cantinflas y sus amigos, cuya producción esta vez quedó en manos de Hanna-Barbera de Estados Unidos.
Entre finales de los años 1990s y principios de los 2000s se estrena en Canal 5 una serie llamada Los Burundis, basada en unos peluches. También tuvo cortos en internet. Fuera de la animación también tuvo un reality show llamado El Reto Burundis.
En 1997, el canal de televisión estadounidense de habla hispana Locomotion publica en su sitio web una serie de 10 cápsulas animadas de El Santos, tira cómica publicada por el diario La Jornada protagonizada por el personaje homónimo creado por la dupla de moneros Jis y Trino. Capítulos de El Santos. Fue realizada por Cine Animadores de Chile en animación flash.
Con motivo de los Juegos Olímpicos de Atlanta 1996, el dibujante de cómics Jose Trinidad "Trino" Camacho realizó un proyecto de animaciones de humor que patrocinó Bancomer. Para la Copa Mundial de Fútbol de Francia 1998, también realizó un proyecto de animaciones de humor el cual fue patrocinado por Hewlett Packard. Estas animaciones salieron al aire en México y Sudamérica en cine y en televisión.
En 1998, el sinaloense Cid Vela estrena su serie en internet conocida como Killer Pollo, siendo todo un éxito en México.
En el 2000, Animex Producciones estrena su primera serie la cual es Diti, Don Pepi y Dom, pero lamentablemente solo duró 8 capítulos.
En el 2001, surgió Gusanito.com, un sitio web de animaciones flash, postales virtuales y juegos web, en donde se crearon los personajes de Cowco y amigos. Fue creado en la ciudad de Zapopan, Jalisco por los hermanos Rodrigo Tinajero y Mauricio Tinajero.
En ese mismo año 2001, Ithrax Producciones creó un grupo de personajes para la compañía de telefonía mexicana Telmex, que recibió el nombre de la «Pandilla Telmex», conformada por tres niños: Marco, un niño de 10 años de edad que era el líder del grupo; Tonito, un niño de 8 años de edad, y Redecita, una niña de 7 años de edad que siempre lleva cargando en su mano una muñeca llamada Fibrita; también venían acompañados de su perro mascota Cablin. Los nombres de los personajes hacían referencia a conceptos relacionados con la tecnología y las telecomunicaciones: el nombre de Marco hacía referencia a cuando alguien marca para tener una llamada, el de Tonito a los tonos de llamada, Redecita y Fibrita a las redes de telefonía y a las fibras ópticas, respectivamente, y Cablin hacía referencia a los cables. Tras ser presentados en cortometrajes y comerciales de televisión, estos personajes se volvieron muy queridos y exitosos, especialmente con el corto «Hora de dormir», transmitido al término de las barras de programación familiar en televisión abierta, lo que motivó la producción de mercancía promocional que incluyó álbumes, tarjetas SMS, útiles escolares, un álbum en cedé con canciones originales de los personajes, juguetes como figuras de plástico de los personajes, comerciales de televisión como el de la hora de dormir, hasta un sitio web. Posteriormente, en 2006 los personajes entraron al formato CGI de animación 3D y siguieron apareciendo hasta el año 2010, que fue la última vez que se les vio. En años recientes, los personajes de la pandilla Telmex habían sido reutilizados como avatares para los perfiles de la aplicación móvil del servicio de streaming Claro Video.
En el 2002, surgió el sitio web Huevocartoon.com, en donde se crearon animaciones flash con huevos que hablan como Los Poeta Huevos o Los Huevos Rancheros, así como con algunos personajes que no son huevos como El Tío Gamborimbo, Super Chostou o «Eleuterio y sus Mariachis».
En el 2002, Animex Producciones produce la serie animada llamada Roncho, el Perro Malapata para el canal estadounidense Locomotion.
También, en el 2002, el chihuahuense Ricardo Adrián Lozoya hace una página web llamada Raltoon.com, en donde creó a los personajes Ral, Ranito y Keto, quienes viven en Ciudad Juárez. Las animaciones de Raltoon continuaron publicándose hasta 2011.
En 2003, Animex produce con el comediante Andrés Bustamante 99 formas de suicidarse, microserie emitida en el canal de televisión por cable Ponchivision, creado por Bustamante en asociación con Cablevisión.
En el 2003 Ánima Estudios estrena su primera serie animada, titulada Cascaritos, la cual se encuentra perdida.[cita requerida]
En el 2004 se emite en Cartoon Network Latinoamérica la miniserie llamada Santo contra los clones, inspirada en el luchador mexicano "El Santo". 
En el año 2004, Sergio «Teco» Lebrija y Arturo Navarro crean un conjunto de personajes conocidos como «Los del barrio», inicialmente para una microserie de episodios cortos que se emitió en TV Azteca, dentro de la barra de programación deportiva de los Juegos Olímpicos de Atenas 2004. Posteriormente, en 2005, con un rediseño de personajes, Lebrija y Navarro produjeron una segunda microserie de cápsulas para el programa de deportes Titulares y más, de la cadena Telemundo de Estados Unidos, que duró en emisión un periodo de tres años.
En el 2005 se estrena Descontrol, una serie animada sobre parodias a personajes populares de la sociedad mexicana producida por TV Azteca, con realización por parte del estudio colombiano Fusionarte. Ese mismo año, la compañía yucateca Tópicos Televisión crea la caricatura llamada La Gruta del Alux, pero sólo la transmitieron en la Península de Yucatán.
En el 2006 se estrena El Chavo animado, serie animada producida por Televisa y Ánima Estudios, inspirada en la serie de comedia El chavo del 8. Ese mismo año (2006) Anima Estudios estrena Poncho Balón va a la final, una serie animada para celebrar la Copa Mundial de Fútbol de 2006. Ambas series fueron éxito. Ese mismo año, se estrena una miniserie de 20 capítulos basada en Espinito, igualmente producida por Ánima, pero a la fecha se encuentra perdida. Ese mismo año 2006 empezaba una serie web llamada Qcreativo creada por el veracruzano Rodrigo Herrera Mavil, que nos relata la historia de Kike, el pollo y Gus, el gusano; dos amigos que todos los días tienen diferentes situaciones en su vida cotidiana.[cita requerida]
En 2007, la compañía de Tijuana conocida como Mexopolis, en coproducción con Nickelodeon, estrena El Tigre: Las Aventuras de Manny Rivera, siendo todo un éxito en México, América Latina, Estados Unidos y Europa, además de ganar dos Emmy.
En 2007, el Canal Once del Instituto Politécnico Nacional lanzó una serie de bumpers animados para un bloque mañanero para preescolares muy similar a Nick Jr. de Nickelodeon dicho bloque mañanero del Canal 11 TV México se llamó Tic Tac Toc de Once Niños en dichas bumpers se nos mostraban a una gatita naranja llamada Tic Un Perro amarillo llamado Tac y Un Ratón bebé azul llamado Toc los cuales estos 3 animales animados en 2D eran los anfitriones de dicho bloque preescolar propiedad de Once Niños y Canal Once los cuales se encargaban de presentar los programas para niños pequeños en 2009 tras el cambio de imagen y logo que hubo en el bloque Once Niños el nombre del bloque Tic Tac Toc se cambió a Once Chiquititos y consigo las mascotas del anterior bloque cambiaron a unos niños de colores animados en 2D que solo tenían un solo ojo, sin embargo, para el año 2010 la marca Once Chiquitos desapareció y ahora solo se llamaba Once Niños, pero en 2012 Once Niños y Canal 11 decidieron nombrar otra vez el bloque preescolar de nombre Mío en el cual las Bumpers se nos mostraban a unas gotas de colores animadas en 2D saltar brincar y reír antes de que empezaran los programas este bloque preescolar matutino de Once Niños inicio en 2012 y finalizó en 2018 tanto en el 11.1 como en el 11.2[cita requerida]
En el 2009 aparece Vete a la Versh, una serie animada que se volvió popular en Youtube de habla hispana, principalmente entre el público mexicano.
En 2009 la empresa Ánima Estudios se asocia con Trepsi: Centro de Alternativas Infantiles para hacer un DVD que incluye marionetas y videos musicales animados bajo el nombre "Trepsi Nuny-Wicho: Los Amigos de Trepsi", así mismo en el 2012 se realiza el segundo DVD esta vez bajo el nombre "Arriba y Abajo".[cita requerida]
En 2009 la empresa Distroller decidió sacar una serie de cortos y videos musicales animados donde presentarán a los personajes de Distroller tales como Chamoy y Amiguis los Ksi-meritos y los neonatos o el Monstruo Anti Pesadillas posteriormente en el año 2014 Cartoon Network haría un acuerdo con la empresa Distroller para transmitir los cortos y las canciones de las franquicias infantiles de Distroller durante las pausas comerciales exclusivamente solo para la señal mexicana de Cartoon Network.[cita requerida]
En el 2010 Ricardo Adrián Lozaya se decide expandir a Youtube con el nombre Negas. En donde hizo series con el personaje llamado Negas como Don Makila, DF Me le cuento. También hizo series en donde el no aparecía como Moni y su cabello homosexual o Pinchimono. Hasta hizo una banda virtual la cual es Los Panx. Fue muy popular en México y Latinoamérica.
En 2011 el animador Wolf Blut estrena su serie web "Lobo Azul" la cual concluyó en 2016. Años más tarde en 2020 inicia su segunda serie web "Furry Vlogs" en la que actualmente trabaja.
En el 2012 se emite por primera vez Generación Fairytale, serie animada producida por Ánima estudios. La serie fue transmitida en algunos canales de TV y posteriormente en Netflix.
Ese mismo año en Youtube la organización Católicas por el Derecho a Decidir empieza su propia serie web de animación bajo el nombre de "Catolicadas".
En ese mismo año (2012), el canal Once sacó una miniserie animada en 2d para Once Niños llamada Dizi una serie infantil donde mostraban cómo Dizi y su hermano y una libélula iban descubriendo la música y los sonidos.
La Familia del Barrio, serie web animada de humor negro que en sus inicios estaba disponible en Youtube, empezó a emitirse como una serie de televisión con episodios de media hora a partir del 2013 por los canales MTV y Comedy Central.
El estudio Brinca estrena su proyecto más reconocido, la serie de El Chango y La Chancla.[cita requerida]
En el 2013 debido al estreno del juego "Bugsted: Back to the Moon", Ánima Estudios en coproducción con Vodka Capital y Televisa ven la oportunidad de lanzar una miniserie en 3D que se transmitió en Latinoamérica por el canal Disney XD.[cita requerida]
En ese mismo año 2013, el Canal Once decidió lanzar por medio de Once Niños una serie de canciones infantiles que aparecerían durante los comerciales tanto en el bloque como en el canal. Dichas canciones infantiles de Once Niños contaron con animación 2D y fueron compuestas e interpretadas por los Liquits. En 2015 se renovó el proyecto conservando aún su estilo de animación 2D, sin embargo, en esta ocasión las canciones fueron interpretadas y compuestas por otras y otros artistas musicales. Para 2024, la cadena volvió a renovar este proyecto con la presentación de un tema titulado Mi cuerpo es mío, canción donde esta vez es cantada por niños y cuyo videoclip se trató de una animación stop motion en la que esta vez utilizarían los mismos movimientos como Discovery Kids hizo con los villancicos navideños.[cita requerida]
Animex por su parte en pleno 2013 lanza la serie web "KN Deportes" como primer medio de promoción para lanzar su próxima película en 3D Selección Canina.
En el 2014 Ánima Estudios nuevamente saca una serie de cortos basada en su nuevo juego para dispositivos móviles "Kick-O's".
En el 2015 apareció El Chapulín Colorado animado, una producción entre Televisa y Ánima Estudios.
En ese mismo año 2015 el Canal Once del instituto Politécnico nacional lanzó una serie infantil llamada Un Día En Once Niños en esta serie veríamos las aventuras y desventuras que viven Alan Staff y Lucy día día cuando están fuera de la oficina de la televisora en 2018 se añadieron más personajes como Memo Nora IPN 9000 y en 2020 se añadieron otros personajes como Lupita y El Doctor Pelayo.
Mako Animation Studio también saca a la luz su serie de nombre John Death.
Hacia finales del 2016, en el canal de YouTube de GNP Seguros se lanza una serie de cortos animados dirigidos como medio de prevención de riesgos a un público preescolar bajo el nombre Luli y Gabo.
2017 es el año en que se estrena "Las Leyendas", una serie animada mexicana para la plataforma Netflix, basada en la saga de películas de "Las Leyendas" de Ánima Estudios.
Se da a conocer en 2017 la propuesta de serie animada mexicana "Villanos" a través de episodios cortos disponibles en los espacios en línea oficiales de Cartoon Network. Debido a la buena recepción del proyecto, se ordenó un episodio piloto y posteriormente el desarrollo de la serie de televisión.
En el 2018 se estrena una miniserie de varios cortos animados llamada "Viking tales" ("Vikingos" en español) en el canal de Cartoon Network Latinoamérica producida por el estudio mexicano Mighty.
En 2018, "Pollos espaciales del espacio", una serie animada producida por Ánima estudios, se emite por el canal de televisión Disney XD de manera internacional.
La serie mexicana "Toontorial" producida por Cinema Fantasma y Axur Eneas se estrenó en 2018 por el canal de animación Cartoon Network Latinoamérica.
En el 2018, el canal de televisión Discovery Kids estrenó la miniserie de animación mexicana "Sugar Skulls" producida por el estudio de animación Metacube.
En 2018 el canal once del instituto Politécnico nacional lanzó 4 series animadas infantiles originales para la barra Once Niños La primera se tituló México 68 con biscocho en esta serie se nos muestra a Alan y Staff disfrutando del pan de dulce mientras ven unas viejas cintas Vhs y explican las olimpiadas del 68 en México la segunda serie se llamó Zaly en esta serie 3d se nos presentó a un grupo de animales practicando deportes del México 68 mientras Zaly la protagonista y anfitriona de esta serie de cortos animados en 3D nos narra cada uno de los deportes la tercera serie fue un Reboot de la serie infantil llamada Odisea Burbujas pero ahora bajo el nombre de Planeta Burbujas en esta serie que mezcla Live Action botargas títeres y marionetas con Animación 2d y 3d veríamos las nuevas aventuras de El Profesor AG Memelovsky Patas Verdes Mafafa Musguito Mimoso Raton y Pistachon Zig Zag Resolviendo los problemas de la contaminación causados por el ecoloco el villano principal de la serie y la cuarta producción se llamaria Esferita la cual es una serie de Cortos Animados en 2d producidos para el canal Once Niños en donde se nos presentan las aventuras de un grupo de figuras geométricas que aprenden cosas de la vida cotidiana.[cita requerida]
A finales de octubre y a principios de noviembre del 2018 Canal 5 Estrenaría un programa infantil interactivo llamado llámale a Catalina La Catrina la dinámica de este programa era que los niños pudiesen interactuar con el personaje y ayudar a Catalina La Catrina a poner la ofrenda de día de muertos la animación de este programa vario con forme paso el tiempo en su debut era animación adobe flash en 2019 con su regreso fue en Stop Motion con plastilina en 2020 volvieron a la animación 2d pero esta vez cambiándole el diseño del personaje a uno más caricaturesco juvenil e infantil y en 2021 su última aparición conservaron el diseño del 2020 pero mezclaron 2d y 3d como si fuese de un videojuego de Nintendo.
"Bruno en un 1 millón" es una serie animada mexicana producida por los creadores de la serie "La Familia del Barrio" (Firefly Films) disponible a través de la plataforma de Comedy Central Latinoamérica.[cita requerida]
En 2019 se estrenó en Netflix, Las Leyendas: Creaturas Ocultas, serie animada hecha por Ánima Estudios, basada en la primera entrega "Las Leyendas" con cambios notorios en el diseño artístico.[cita requerida]
En 2020 la empresa queretana Imagination Films produce unos cortos en coproducción con Ricolino para realizar Mundo Panditas: La Serie.
En ese mismo año 2020 el canal once y Once Niñas y Niños estrenaron Una serie animada didáctica llamada ¿Como con? Mo Una serie animada en donde una tortuga llamada Mo Animada en 2d visita algunas fábricas donde se elaboran los dulces los peluches o algunas cafeterías de México.
Durante el mes de noviembre se estrena Lolo y Pau la segunda producción televisiva de Huevocartoon para el servicio Pantaya, pero esta vez destinada a un público preescolar.
En el 2021 se estrena en la plataforma de streaming Pantaya la serie animada "Los Lopeggs" producida por el estudio de animación Huevocartoon. En este mismo año se estrena serie Maya y los tres en Netflix creada por Jorge R. Gutiérrez. 
De igual forma en el 2021, se estrena la serie animada en stop motion llamada "Sustos Ocultos de Frankelda" producida por Cinema Fantasma y la primera temporada de "Villanos" de AI animation ambas por el servicio de streaming HBO Max y por el canal Cartoon Network Latinoamérica.
Otra producción nacional para Cartoon Network basada en el luchador Rey Mysterio fue producida por el estudio Viva Calavera. La serie se estrenó el 8 de diciembre de 2023 bajo el nombre “Rey Mysterio Vs. La Oscuridad”.
Ánima Estudios actualmente desarrolla 2 series orientadas a un público mayor: La primera siendo basada en el personaje chileno Condorito en asociación con Lunes y la segunda centrada en El Santos siendo también la segunda vez que trabajan con el personaje creado por Jis y Trino después de la película estrenada en el 2012. También anunciaron la producción de otra serie basada en el web cómic Brutal Nature desarrollado por IDW Publishing. Igualmente al lado de Green Kids Club están trabajando en la realización de la serie familiar Victor & the Infinite & Mysterious Hallway of Loos.[cita requerida]
Se anunció que para el servicio de streaming Vix se haría una serie animada para adultos "Circo Gómez" centrada en una familia circense protagonizada por Eugenio Derbez. 
Durante el mes de mayo del 2024 se dio a conocer "Los Colorado", que vendría siendo la segunda adaptación animada del Chapulín Colorado y la cual esta vez será producida por Huevocartoon.
En el mes de diciembre de 2024, Adult Swim anunció la realización de una serie animada mexicana llamada "Las fantásticas aventuras de Transformin", la cual, por el momento, solo cuenta con 3 episodios.
En enero de 2025 sale a la luz la serie animada mexicana para adultos "Pepito: La Miniserie", la cual está basada en una serie de tiras cómicas. En su canal oficial de YouTube se estrena un episodio, ya sea semanal o mensual.
El 1 de abril de 2025, el canal público NTV Chile estrenó la primera temporada de ''Cuestión deMente'', una serie animada de humor y neurociencia ficción, creada y dirigida por el mexicano Juan Camarena y su productora Cerebral. La serie sigue a un grupo de niños que, con la ayuda de una inteligencia artificial neuro-empática, protegen a Ciudad Corteza del villano Dr. Dogma, quien busca erradicar toda duda del universo. Aprovechando su experiencia previa como titiritero y creativo en el aclamado programa ''31 minutos'', Camarena integró a talentos chilenos clave de la productora Aplaplac, destacando la participación de Andrés Sanhueza. Esta colaboración resultó fundamental para la adaptación del humor y la visión del proyecto, asegurando su buena recepción en Chile. En septiembre de 2024, Camarena se asoció con la actriz y productora Teté Espinoza para hacer una remasterización y reestreno de la primera temporada en México, incluyendo para esta a talento mexicano para las voces, música y animación; y agregando nuevos episodios. Se planea su estreno para otoño de 2026. 

### Series animadas

#### Década 2020-2029
| Serie | Serie                           | N.º de episodios          | Género                                                                  | Estreno                 | Creador                                   | Empresa productora         | Medio de difusión           |
| ----- | ------------------------------- | ------------------------- | ----------------------------------------------------------------------- | ----------------------- | ----------------------------------------- | -------------------------- | --------------------------- |
|       | Cuestión deMente                | 1 temporada 12 episodios  | Comedia, aventuras, neurociencia ficción                                | 1 de abril de 2025      | Juan Camarena                             | Cerebral                   | NTV                         |
|       | Pepito: La Miniserie            | 1 temporada 9 episodios   | Comedia, animación para adultos                                         | 4 de septiembre de 2024 | Francisco Santos Elizondo                 | PROAN S.A de C.V           | YouTube                     |
|       | Rey Mysterio Vs. La Oscuridad   | 1 temporada, 10 episodios | Acción, aventura, comedia                                               | 8 de diciembre de 2023  | Hermanos Calavera                         | ¡Viva Calavera!            | Cartoon Network HBO Max     |
|       | La vida secreta de tu mente     | 1 temporada, 5 episodios  | Educación, Comedia                                                      | 10 de noviembre de 2023 | Jack Ades Cohen Pablo Orta                | Pictoline Mighty Animation | Cartoon Network HBO Max     |
|       | Lolo & Pau                      | 1 temporada, 8 episodios  | - Educación preescolar - Aventuras                                      | 23 de noviembre de 2021 | Gabriel Riva Palacio Rodolfo Riva Palacio | Huevocartoon               | Pantaya, Amazon Prime Video |
|       | Los sustos ocultos de Frankelda | 1 temporada, 5 episodios  | - Terror - Antología                                                    | 29 de octubre de 2021   | Arturo Ambriz Rendón Roy Ambriz Rendón    | Cinema Fantasma            | HBO Max Cartoon Network     |
|       | Villanos                        | 1 temporada, 6 episodios  | - Comedia de terror - Humor negro - Género fantástico - Ciencia ficción | 29 de octubre de 2021   | Alán Ituriel                              | A.I. Animation Studios     | HBO Max Cartoon Network     |
|       | Maya y los tres                 | 1 temporada, 9 episodios  | - Fantasía - Aventuras                                                  | 22 de octubre de 2021   | Jorge R. Gutiérrez                        | Mexopolis                  | Netflix                     |
|       | Los Lopeggs                     | 1 temporada, 6 episodios  | - Comedia - Aventuras - Sitcom                                          | 16 de junio de 2021     | Gabriel Riva Palacio Rodolfo Riva Palacio | Huevocartoon               | Pantaya, Amazon Prime Video |

#### Década 2010-2019
| Serie | Serie                                      | N.º de episodios                     | Género                                  | Estreno                  | Creador                                       | Empresa productora                                        | Medio de difusión                       |
| ----- | ------------------------------------------ | ------------------------------------ | --------------------------------------- | ------------------------ | --------------------------------------------- | --------------------------------------------------------- | --------------------------------------- |
|       | Las Leyendas: Creaturas ocultas            | 1 temporada, 13 episodios            | - Fantasía - Comedia de terror          | 5 de octubre de 2019     | José Alejandro García Muñoz                   | Ánima Estudios                                            | Netflix                                 |
|       | Toontorial                                 | 2 temporadas, 27 episodios           | - Comedia - Recuentos de la vida        | 20 de octubre de 2018    | Axur Eneas                                    | Cinema Fantasma                                           | Cartoon Network (Latinoamérica)         |
|       | Llámale a Catalina La Catrina              | 1 Temporada 4 Episodios Interactivos | Infantil Programa Interactivo Animación | 30 de octubre de 2018    | Genaro Díaz Ricardo Gaspar y Edino Israel     | Onem Studios Ikartoons Animation                          | Televisa                                |
|       | Pollos espaciales del espacio              | 1 temporada, 52 episodios            | - Comedia - Ciencia ficción             | 30 de septiembre de 2018 | José García de Letona                         | Ánima Estudios                                            | Cake Entertainment                      |
|       | Vikingos                                   | 1 temporada, 5 episodios             | - Comedia - Mitología vikinga           | 4 de agosto de 2018      | Ivanobich Verduzco                            | Mighty                                                    | Cartoon Network                         |
|       | Cleo & Cuquin                              | 2 temporadas, 78 episodios           | Aventuras Comedia infantil              | 8 de enero de 2018       | Víctor M. López                               | Ánima Estudios Ánima Kitchent                             | Televisa Netflix                        |
|       | Bruno en 1 Millón                          | 1 temporada, 9 episodios             | - Comedia                               | 16 de agosto de 2017     | Sergio "Teco" Lebrija Arturo Navarro          | Firefly Films                                             | Comedy Central (Latinoamérica)          |
|       | Las Leyendas                               | 1 temporada, 13 episodios            | - Fantasía - Comedia de terror          | 24 de febrero de 2017    | José Alejandro García Muñoz                   | Ánima Estudios                                            | Netflix                                 |
|       | El Show del Dr. Gecko                      | 2 temporadas, 12 episodios           | - Educativa - Comedia                   | 12 de diciembre de 2016  | Marcos Almada Rivero                          | INMEGEN MicuFilm                                          | Canal 11                                |
|       | El Show de los Tecolotes                   | 2 temporadas, 20 episodios           | Comedia                                 | 2016                     | Carlos Kuri                                   | AMX Contenido                                             | Claro Video Nickelodeon                 |
|       | Juan Futbol                                | 1 temporada                          | Comedia                                 | 16 de junio de 2016      | Juan Sotelo Pablo Orta                        | Mighty                                                    | Cartoon Network                         |
|       | El Chapulín Colorado                       | 5 temporadas, 72 episodios           | - Comedia - Superhéroes                 | 13 de abril de 2015      | Roberto Gómez Bolaños                         | Ánima Estudios                                            | Televisa                                |
|       | Pie Rojo                                   | 1 temporada, 26 episodios            | Educativo                               | 17 de junio de 2014      | David Revilla Emmanuel Caballero              | Canal Once TV                                             | Canal 11                                |
|       | El Chango y La Chancla                     | 1 temporada, 13 episodios            | - Aventuras - Educativo                 | 12 de enero de 2013      | Carlos Hagerman                               | Brinca Taller de Animación                                | Ingenio Tv                              |
|       | Canciones Infantiles de Once Niñas y Niños | 2 Temporadas, 29 Episodios           | - Entretenimiento - Musical             | Behance                  | Canal Once Niñas y Niños                      | Canal Once                                                | Instituto Politécnico Nacional          |
|       | Bugsted: Regreso a la Luna                 | 1 temporada, 13 episodios            | - Comedia - Acción - Ciencia ficción    | 3 de agosto de 2013      | Víctor M. López Pepe Sánchez Juancho Carrillo | Ánima Estudios                                            | Disney XD                               |
|       | La familia del barrio                      | 5 temporadas, 94 episodios           | - Comedia                               | 5 de mayo de 2013        | Sergio "Teco" Lebrija Arturo Navarro          | Firefly Films                                             | MTV (Latinoamérica)                     |
|       | Teenage Fairytale Dropouts                 | 2 temporadas, 52 episodios           | - Comedia - Fantástico                  | 31 de diciembre de 2012  | Adolfo Martínez Vara José García de Letona    | Ánima Estudios                                            | Discovery Kids Cartoon NetworkBoomerang |
|       | Catolicadas                                | 12 temporadas, 121 episodios         | - Comedia - Religión - Educativa        | 7 de marzo de 2012       | Ernesto Anaya María Consuelo Mejía            | Católicas por el Derecho a Decidir BitAllForce-Animations | Foro TV (2012-2016) capital 21          |

#### Década 2000-2009
| Serie | Serie                     | N.º de episodios            | Género                                            | Estreno               | Creador                                                     | Empresa productora                    | Medio de difusión               |
| ----- | ------------------------- | --------------------------- | ------------------------------------------------- | --------------------- | ----------------------------------------------------------- | ------------------------------------- | ------------------------------- |
|       | El Chavo animado          | 7 temporadas, 135 episodios | - Comedia                                         | 21 de octubre de 2006 | Roberto Gómez Bolaños                                       | Ánima Estudios                        | Televisa                        |
|       | La Gruta del Alux         | 1 temporada, 24 episodios   | - Comedia                                         | 2005                  | Iván Ramírez Gamboa Sergio Neri                             | Tópicos Televisión                    | Canal 2 Canal 10 Canal 13       |
|       | Descontrol                | 2 temporadas                | - Comedia                                         | 31 de enero de 2005   | Marco Lagarde Omar Gabriel Ochoa Cadena                     | TV Azteca Conexión Creativa           | Azteca 7                        |
|       | Poncho Balón              | 1 temporada, 31 episodios   | - Comedia - Deporte - Cine de aventuras           | 5 de junio de 2006    | René Castillo Carlos Cuarón Juan Elias Tovar Luis Usablanca | Ánima Estudios Estación Espacial      | Televisa                        |
|       | Santo contra los clones   | 1 temporada, 5 episodios    | - Misterio - Ciencia ficción - Serie de antología | 27 de octubre de 2004 | Carlo Olivares Paganoni                                     | HookUp Animation LMT Animation Studio | Cartoon Network (Latinoamérica) |
|       | Roncho, el perro Malapata | 60 episodios                | Comedia                                           | Año 2002              | Ricardo Arnáiz Núñez                                        | Animex Producciones                   | Locomotion Channel              |

## Festivales de animación en México
- Pixelatl - Festival de Animación, Videojuegos y Cómic.
- CutOut Fest - Festival Internacional de Animación y Arte Digital.
- Animasivo - Festival Internacional de Animación de México.
- In Motion Fest - Encuentro Internacional de Animación e Innovación Digital de la Ciudad de Querétaro.
- SMMX -  Festival Stop Motion México.
- Locomoción Fest - Locomoción Festival de Animación de la Ciudad de México.
- Iluma Fest - Evento realizado por el Tecnológico de Monterrey en Puebla en el que la temática principal es la animación, doblaje y videojuegos.
- Creativa Fest - Evento con una sección dedicada a la animación y arte digital.
- Sublime -  Encuentro internacional de negocios creativos de las industrias de la animación, los videojuegos y los efectos visuales (VFX).
- La Matatena - Festival internacional de cine para niños, con su enfoque especial en la animación.
- Festival Destacado - Festival online y presencial de arte digital dedicado a la animación, la ilustración, cómic y videojuegos.
- AnimAura - Festival Internacional de Animación de Morelia.

## Premiaciones y reconocimientos
El cine animado en México es reconocido a través de los premios Ariel, los cuales son otorgados por la Academia Mexicana de Artes y Ciencias Cinematográficas (AMACC). Las categorías con las que se premian a lo mejor del cine de animación en México son:
- Ariel a Mejor Cortometraje Animado
- Ariel a Mejor Película de Animación

Los premios CANACINE es otra ceremonia destacada donde se reconoce a la animación nacional por medio de la categoría de Mejor Película Animada o a través de menciones especiales.
A nivel internacional, el cine animado mexicano ha sido reconocido de la siguiente forma: 
- En 1994, el cortometraje animado "El héroe" de Carlos Carrera ganó una palma de oro en el Festival de Cannes.[cita requerida]
- En 2011, el compositor Mark McKenzie recibe el premio a Mejor Score Original en una Película Independiente en el Hollywood Music in Media Awards por la película animada El Gran Milagro de Dos Corazones Films.
- En 2012, la película animada El Secreto del Medallón de Jade producida por Kaxan Animation y dirigida por Leopoldo Aguilar y Rodolfo Guzmán fue acreedora a los premios del Público Infantil y Mejor Película en Competencia Internacional en el 27º Festival Internacional de Cine de Mar del Plata.
- En 2018, la película animada "Ana y Bruno" producida por Lo Coloco Films, Ánima Estudios, entre otros y dirigida por Carlos Carrera ganó el premio a mejor largometraje de animación en los Premios Quirino, una ceremonia de premiación que reconoce a lo mejor de la animación en Latinoamérica, España y Portugal.[21]
- En 2019, nuevamente el compositor Mark McKenzie recibe el premio a Mejor Score Original para una Película Animada en el International Film Music Critics Award por su participación en la cinta de Dos Corazones Films Max dirigida por Donovan Cook.
- En 2020, la serie Las Leyendas: Creaturas Ocultas ganó en los Leo Awards en la categoría de Mejor Sonido para Series de Animación.
- En 2021, la película "Un Disfraz para Nicolás " de Fotosíntesis Media gana el premio a mejor largometraje de animación en los Premios Quirino.
- En 2022, la serie animada "Maya y los tres" de Jorge R. Gutierrez para Netflix y ambientada en un mundo basado en las culturas mesoamericanas fue galardonada con el premio a Mejor Serie Infantil y Mejor Música en los Premios Annie, la premiación internacional más importante de la industria de la animación.
- En 2022, Los sustos ocultos de Frankelda fue galardonanda en los Premios Quirino a Mejor Serie de Animación Iberoamericana y Mejor Diseño de Animación de Obra de Animación Iberoamericana.[cita requerida]
- En 2023 Pinocho de Guillermo del Toro gana en los Premios Globo de Oro, Premios de la Crítica Cinematográfica, Premios Annie, Academia Británica de las Artes Cinematográficas y de la Televisión, Los Angeles Film Critics Association, Chicago Film Critics Association, Hollywood Music in Media Awards y Premios del Sindicato de Productores de América como Mejor Película de Animación, Mejor Dirección,  Mejor Diseño de Producción, Mejor Animación de Personajes, Mejor Banda Sonora y Mejor Canción en una Película Animada.
- En 2023, Pinocho de Guillermo del Toro es galardonada como Mejor Película de Animación en los Premios Óscar convirtiéndola en la primera producción animada de origen mexicano en obtener este logro.[cita requerida]
- En 2023, la película Uma y Haggen es acreedora a cuatro premios en el Festival Mundial de Cine de Veracruz: Mención de Honor, Mejor Música, Mejor Diseño Sonoro y Premio Especial “Marcel Sisniega” por Amor al Cine.
- El documental de animación Home is Somewhere Else ha sido galardonada con el IDFA Best Youth Film +14 del International Documentary Film Festival Amsterdam 2022, Premio “Hecho en México” DOCSMX 2022, Premio Coral Especial del Jurado de Animación del 43 Festival de La Habana, Mención Honorífica Gran Premio Zanate 2022, Premio de la Audiencia Documental del 30th San Diego Latino Film Festival, en el 2024 recibió el Premio del Gran Jurado en el Film Invasion Los Ángeles y este 2025 recibió una Mención Honorífica tanto en la edición 13 de los SIMA Awards como en la edición 10 de Mi Primer Festival.
- La película animada Águila y Jaguar: Los guerreros legendarios es galardonada con el premio a mejor película de animación Iberoamericana en los Premios Platino 2023.
- En la edición 2024 del Festival Internacional de Cine por los Derechos Humanos-Colombia la película animada Un Reino para Todos Nosotros es ganadora en la categoría Mejor Largometraje de Ficción Internacional.
- "La vida secreta de tu mente" fue reconocida como la mejor serie animada en la categoría Best Kids: Factual & Entertainment en la edición de 2024 de los premios International Emmy Awards.
- En 2024, el cortometraje animado Óliver, el Zorro Ambientalista ganó el premio a Mejor Filme Animado con Mensaje Ambiental en el Festival Internacional de Cine Ambiental y Animal de la Ciudad de México.
- En 2025, la película animada en cutout La Gran Historia de la Filosofía Occidental se lleva el premio a la Mejor Película en la 25ª edición del 24FRAME Future Film Fest.
- Soy Frankelda la primera película mexicana en animación stop motion es acreedora al Premio Satoshi Kon por la Excelencia en Animación/Mención Especial del Jurado y el Silver Audience Award en la edición 2025 del Festival Internacional de Cine Fantasia en Canadá.

## Estudios de animación en México

### Ciudad de México
- Anémona Studio
- Ánima Estudios
- A.I. Animation Studios
- Animagic
- Áureo Estudio
- Bishop
- Behance
- Casiopea
- Chamán Animation
- Cerebral Media
- Ciberfilms
- Cinema Fantasma
- Cinetica Studio
- Cluster Studio
- Cocóa López Studio
- Cocolab
- Coffee & Pixels
- Come Sesos
- Crude Ladies
- Darkar Company Animation Studios
- Dead Astroanuts
- Dessignare
- Dot Studio
- Dpi Imagen Creativa
- DUX
- El Taller
- Estudio Voráz
- Eunoia Studio
- Fotosíntesis Media
- Frutabomba
- FXShop
- GameLoft México
- Graco Films
- Gabsol
- Gretel
- Hattori Hanzo
- Hola Combo
- Homeboy
- Hopo Studio
- Ikampoka
- Imagica
- Ithrax Animated Productions (anteriormente Ithrax Producciones)
- Jugando en serio
- Ka-Boom
- La Flama
- La Furia Estudios
- La Maga Films
- Llamarada
- Lemon Films
- Lomas Post
- MaliArts
- Mamot Studio
- Máquina Voladora
- Memoma Estudio
- Mitad Chango
- Monster GC
- Monsterbox Studio
- Muela Producciones
- MUV
- Nikel Studios
- NiñoGüero Studios
- No Budget Animation
- Ocho Venado
- Ollin VFX
- Organika
- Óxido
- Perronsísimo
- Perros fritos
- Pico de Gallo
- Poligonic
- Pulsar FX
- Render Farm
- Saiki Studio
- Sísmica Studio
- Sociedad Fantasma
- Spaceboy
- Taboo Digital
- Telekinetik
- Terrícola
- Th1ng
- The Art of Robot
- The Filter FX
- The Wire
- Thinking Rabbit
- Torofilms
- Trickster Studio
- vfx partners
- Virtual FIlms
- Voltaic
- Voodoo FX
- Wüeyitas Animation Studios (antes Rodríguez-Hernández Cartoons)
- Xnografikz
- Yogome
- Zebra

### Guanajuato
- e-multimedia
- Grupo EsComic
- Yxtopia Studios

### Guadalajara
- 2Dnutz
- 3D World renderings, Inc.
- Alaz Productions
- Caramel
- Cosmogonía
- Demente
- Estudio Haini
- El Taller de Chucho
- Exodo Animation
- Gyroskopik Studios
- Imaquinario
- Kaxan Media Group
- Larva Game Studios
- Mandaraka
- Metacube
- Mighty Animation
- Míster Machín
- Datos del estudio
- One Simple Idea
- Ool Digital Studio
- Outik
- Platypus Animation Studio
- Ploop
- Polar Studio
- Rendermotion
- Simbiosis Estudio de Diseño
- Hobby Creative Studio

### Monterrey
- CGBot
- Coloso Studio
- D10
- L Creativa (Estudio independiente)
- Redblitz Studio

### Querétaro
- Huevocartoon Producciones (creadores de la saga de Una Películas de Huevos)
- Imagination Films
- Virus Mecánico

### Puebla
- Animex Producciones
- Kraneo Estudio
- Peek Paax
- Mokiki Animation
- Fidelius Films
- Big Bear Animation
- Second Moon Studios

### Estado de México
- Anim-Art Producciones
- Brinca Taller de Animación

### Sinaloa
- SINANIMACION

### Tijuana
- Boxel Animation Studio

### Yucatán
- Tópicos Televisión